# Svansmotor

Svansmotorns placering.

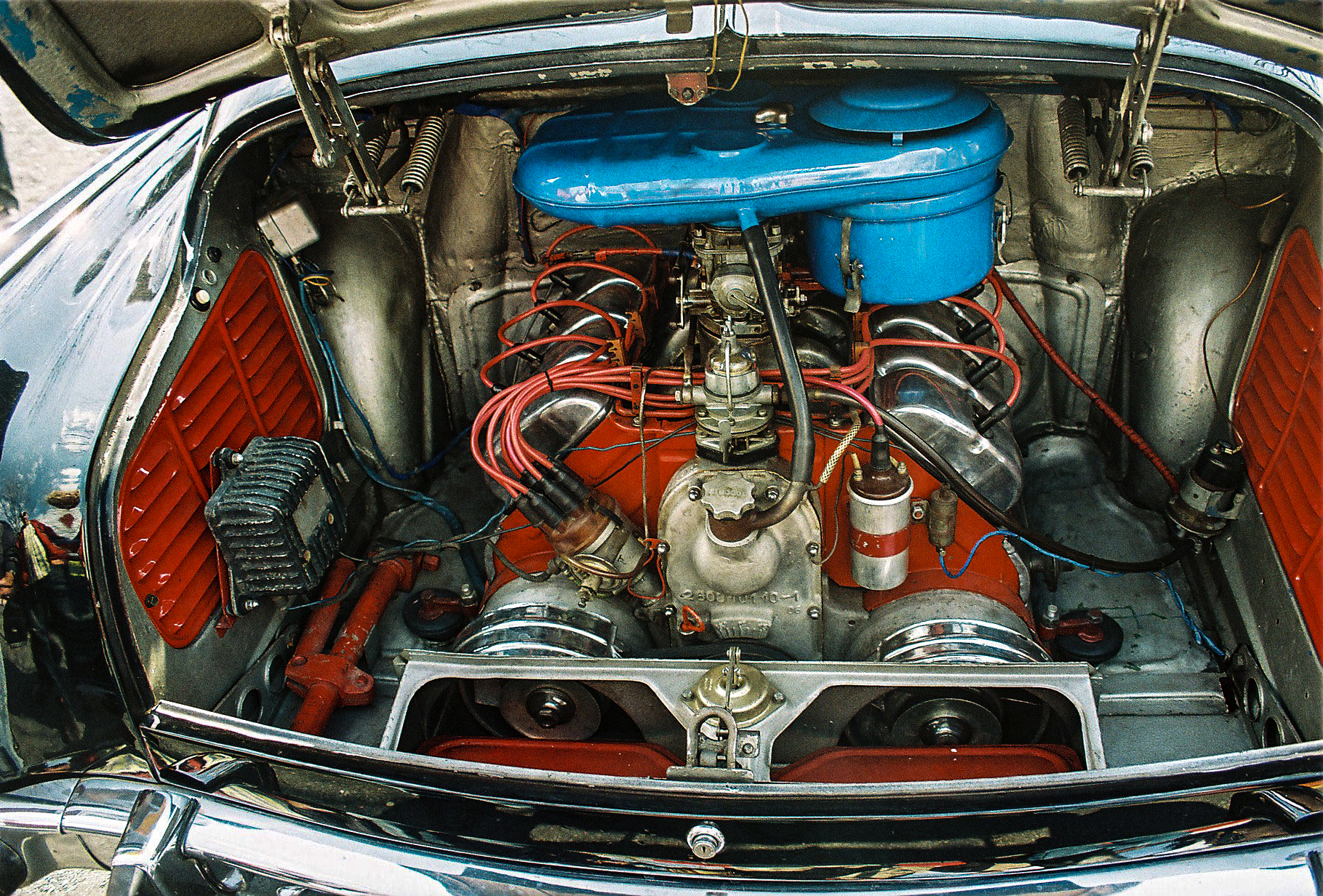
Svansmotor hos Tatra T603.

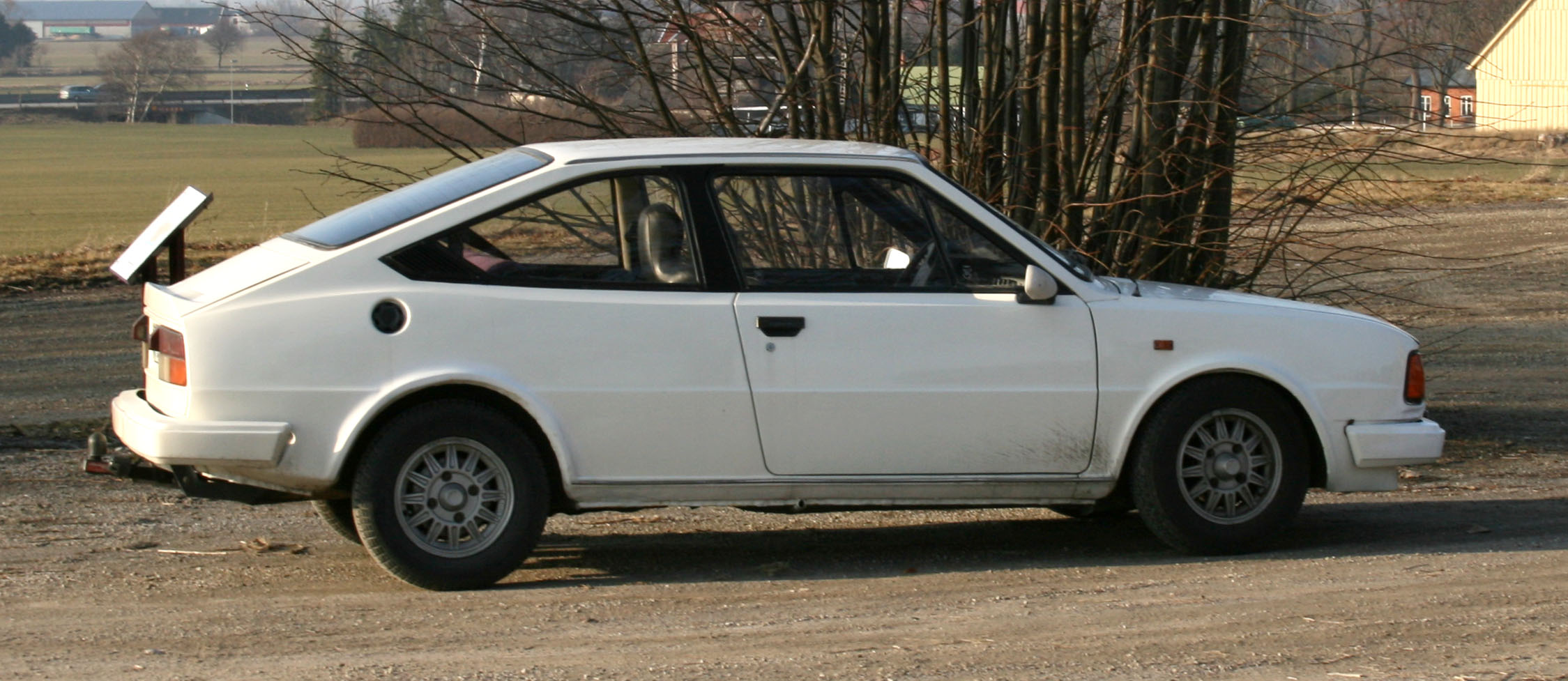
Škoda Rapid med svansmotor. På bilden syns motorhuvens placering bakom bakaxeln.

Svansmotor eller bakmotor innebär att motorn i ett fordon är monterad längst bak, bakom bakaxeln. Detta förekommer på vissa bakhjulsdrivna bilar, bland annat på Volkswagen Typ 1, Fiat 500D, Porsche 356 och 911, många tidigare Škoda och de flesta Tatra. En svansmotor kan vara ställd på längden, eller på tvären, men alltid bakom bakaxeln. Är den monterad bak, men framför bakaxeln kallas den för bakre mittmotor.
De mest kända förespråkarna av svansmotorkonstruktionen är Ferdinand Porsche och Hans Ledwinka. Konstruktionen fördes fram av de båda under 1920- och 1930-talen vilket kan ses som konstruktionens storhetstid, även om den var relativt vanlig även efter andra världskriget. Porsche skapade Volkswagen Typ 1 och Ledwinka flera olika Tatra-modeller. Tatra hade svansmotor tills personbilsproduktionen hos företaget lades ner 1999.
Ett problem i konstruktionen har varit att för stor tyngd lagts på bakvagnen vilket gjort en del modeller svåra att manövrera.
Hos lastbilar är bakmotor mycket ovanligt, men det förekommer hos vissa äldre minibussar/pickuper som till exempel Volkswagen Typ 2.
På bussar är längsmonterad bakmotor den dominerande konstruktionen hos de flesta tillverkare och busstyper; på större bussar med högt golv eller lågentré är drivpaketet monterat symmetriskt bakom bakaxeln i det bakre karossöverhänget. Den här konstruktionen gör att instegen fram kan vara lägre än i bak, alternativt att bagageutrymmet blir större längre fram. Dessutom blir ljudnivån för busschauffören lägre, vilket gör längre körpass hälsosammare.
På tätortsbussar med lågt golv genom hela bussen, kan motorn av förklarliga skäl inte vara symmetriskt längsplacerad längst bak, istället är den då antingen tvärställd eller asymmetriskt monterad och då vanligtvis på den vänstra sidan om mittgången längst bak, antingen stående i ett avskilt motorutrymme, eller liggande under en upphöjning i golvet med topplocken åt sidan, detta är för att möjliggöra ett så plant golv som möjligt genom hela mittgången och vid de bakersta dörrarna om sådana finns.

## Personbilar med svansmotor
- Porsche 356, 911, 912
- Smart Fortwo, Smart Roadster
- Volkswagen Typ 1, Volkswagen Transporter, 1500/1600, 411/412
- Chevrolet Corvair
- Škoda MB1000/1100, 100/110, 105/120
- NSU Prinz I II III och IV, Sport Prinz, Prinz 1000/TT/TTS, Wankel Spider, Typ 110, NSU 1200C
- Fiat 500, 600, 850, 126, 133
- Simca 1000
- Tatra Tatra T77, Tatra T87, Tatra T97, Tatraplan, Tatra T603, Tatra T613, Tatra T700
- BMW 600,  BMW 700
- Hillman Imp
- Renault 4CV, Renault Dauphine, Renault Floride, Renault Caravelle, Renault 8, Renault 10, Renault Alpine, Renault Twingo III
- Glas Goggomobil
- DeLorean DMC-12
- Mitsubishi 500